# 가마가리정
가마가리정(일본어: 蒲刈町)은 일본 히로시마현 아키군에 있던 정이다.
2005년 3월 20일 가마가리정 및 아키군 온도정·구라하시정, 도요타군 야스우라정·도요하마정·유타카정 정과 편입합병해 구레시가 되어 소멸하였다.
최근에는 고분 시대의 제염법 '조염(藻塩焼き)'을 현대에 되살린 고대 소금의 생산지로도 알려지고 있다.

## 역사
- 1889년 4월 1일 - 시정촌제 시행으로 아키군 가마가리시마촌이 성립하였다.
- 1891년 7월 27일 - 가미카마가리촌, 시모카마가리촌이 분할되었다.
- 1956년 9월 30일 - 가미카마가리촌과 대등합병해 가마가리정이 되었다.
- 2005년 3월 20일 - 가마가리정 및 아키군 온도정·구라하시정, 도요타군 야스우라정·도요하마정·유타카정 등 6개 정이 구레시에 편입합병되어 소멸하였다.

## 인구
전체인구 2,600여 명 중 65세 이상 고령자가 차지하는 비율은 41.6%(2000년 인구조사)로, 인구 과소화와 고령화 문제를 안고 있다.

## 경제
전쟁 전에는 고구마 등 밭작물 농업이 주요 산업이었지만, 전후에는 귤 재배가 마을 전체에 보급되었다. 하지만 경작하면 하늘에 닿는다는 계단식 밭도 1991년 4월 오렌지 수입 자유화와 함께 대폭 감산이 이뤄져 지금은 흔적조차 찾아볼 수 없다. 현재는 귤 등 감귤류와 복숭아 재배, 어업이 주요 산업이다.